# 299
299 (CCXCIX na numeração romana) foi um ano comum do século IV do Calendário Juliano, da Era de Cristo, teve início a um domingo  e terminou também a um domingo, a sua letra dominical foi A (52 semanas)
| Ano completo                    |
| ------------------------------- |
| Ano comum com início ao domingo |

## Acontecimentos
- Fevereiro : Regresso de Diocleciano à Síria[1].
- Galério derrota os sármatas e os carpianos.
- Paz de Nísibis entre Império Sassânida e Império Romano.
- Tirídates III chega ao trono da Arménia[1]
- Encomendado o Arco de Galério em Tessalónica

## Nascimentos
- Imperador Ming de Jin (299-325)